# Хечанови, Иру
Ири́на Хеча́нови (груз. ირინა ხეჩანოვი; род. 3 декабря 2000, Тбилиси, Грузия), известная под своим артистическим именем Иру — грузинская певица

 армянского происхождения, и автор песен. Победительница детского музыкального конкурса «Детское Евровидение — 2011» в составе девичьей группы Candy. Представительница Грузии на музыкальном конкурсе «Евровидение-2023», который состоялся в Ливерпуле в мае 2023 года.

## Биография

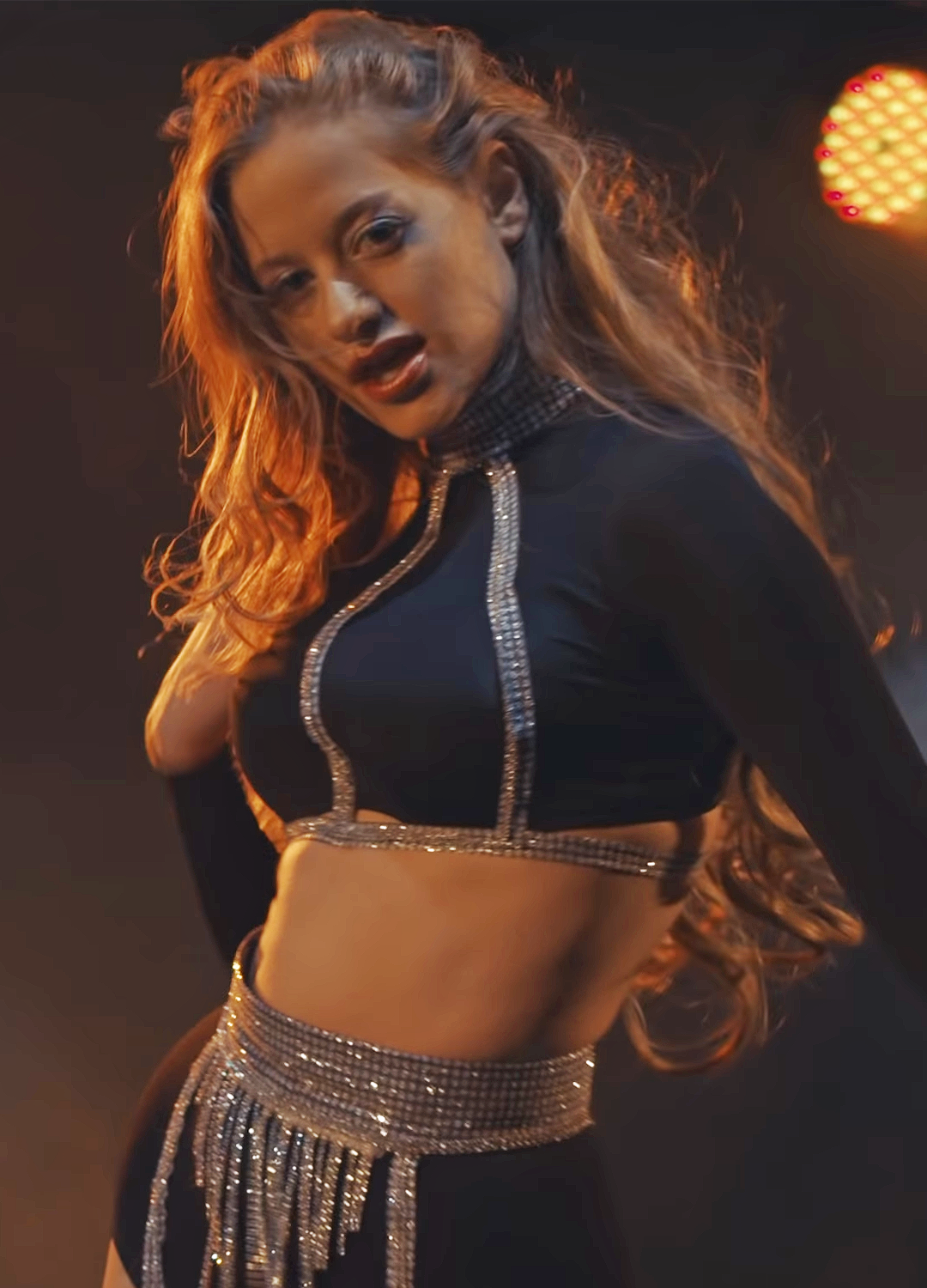

Родилась 3 декабря 2000 года в столице Грузии Тбилиси. В детстве Хечанови принимала участие в различных певческих конкурсах. В 2011 году она представляла Грузию на конкурсе песни «Детское Евровидение — 2011» в Ереване, в составе женской группы Candy. Группа выиграла, набрав 108 очков.
В 2019 году Иру Хечанови стала участником Georgian Idol. В 2021 году она выпустила свой дебютный сольный сингл «No Jerk Around Me».
В 2022 году выступила на конкурсе песни «Детское Евровидение — 2022» в составе попурри предыдущих победителей. Она также была соавтором песни Мариам Бигвавы «I Believe», грузинской заявки на конкурс того года. Страна заняла третье место.
Позже в том же году Хечанови стала участницей пятого сезона грузинской версии шоу «Голос», по итогам которого победила, тем самым завоевав право представлять Грузию на конкурсе песни «Евровидение-2023». Иру представила Грузию во втором полуфинале 11 мая 2023 года, но в финал не прошла, заняв 12 место.